# Alfonso Castaneda
Alfonso Castaneda è una municipalità di quinta classe delle Filippine, situata nella Provincia di Nueva Vizcaya, nella regione della Valle di Cagayan.
Alfonso Castaneda è formata da 6 baranggay:
- Abuyo
- Galintuja
- Cauayan
- Lipuga
- Lublub (Pob.)
- Pelaway